# 雄物川町

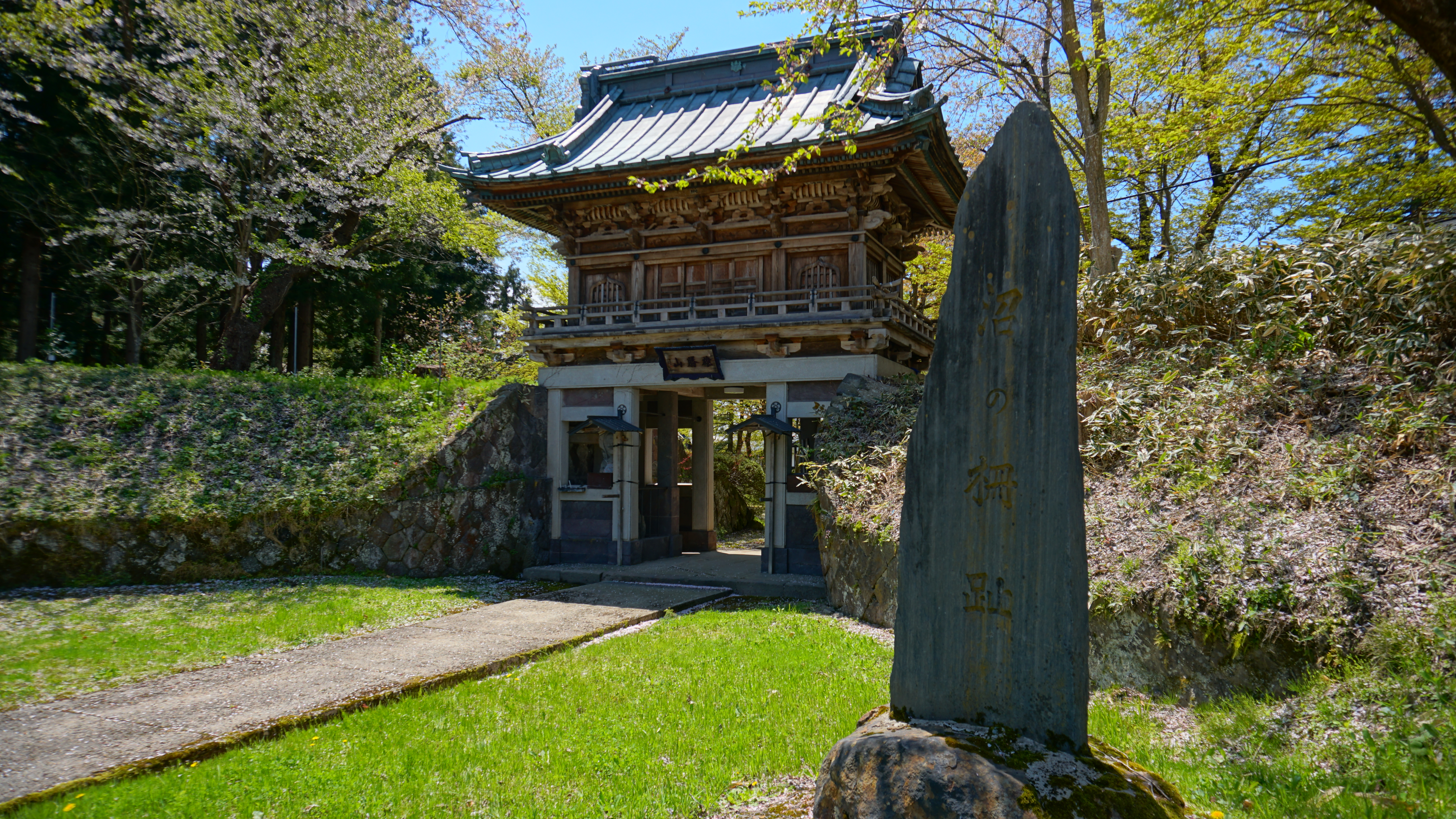
沼柵跡

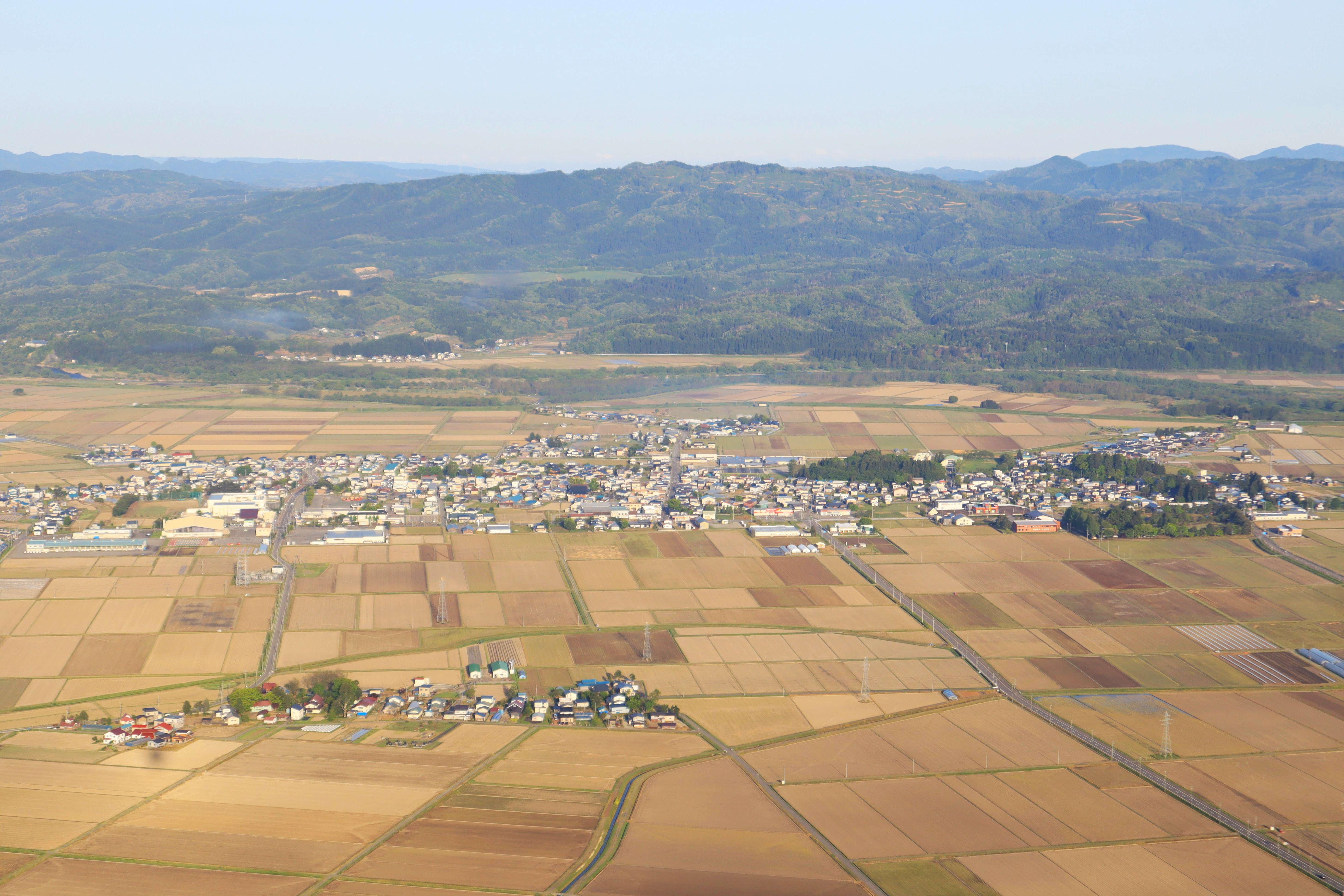
雄物川町の市街地を上空から望む

雄物川町（おものがわまち）は、秋田県横手市にある地区（広域地名）。人口は8279人（2020年（令和2年）10月1日現在、国勢調査による）。
2005年（平成17年）10月1日に市町村合併によって横手市となった旧平鹿郡雄物川町の区域をそのまま継承している。雄物川町会塚、雄物川町今宿、雄物川町薄井、雄物川町大沢、雄物川町柏木、雄物川町常野、雄物川町砂子田、雄物川町造山、雄物川町東里、雄物川町道地、雄物川町南形、雄物川町二井山、雄物川町西野、雄物川町沼館、雄物川町深井、雄物川町矢神、雄物川町谷地新田の17大字からなる。
本項では、旧雄物川町及び地域総称について述べる。

## 地理
横手市の南西部に位置する。町の南部に国道107号が横断し、町名の由来にもなっている一級河川「雄物川」が南北に流れる。河川敷には「雄物川河川公園」があり、国土交通省の実施する「川の通信簿」にて最高評価を受けている。街の中心地は横手市役所雄物川庁舎（雄物川地域局）周辺にあり、横手市立雄物川小学校や横手市立雄物川図書館、雄物川体育館などが集まる。
東で平鹿地域、西で由利本荘市（東由利地域）、北で大森町・大雄地域、南で雄勝郡羽後町と隣接する。

### 河川
- 雄物川

## 歴史
- 1955年（昭和30年）4月1日 - 平鹿郡沼館町、里見村、福地村、雄勝郡明治村の一部（大沢）が合併し平鹿郡雄物川町が発足。
- 1955年（昭和30年）10月10日 - 平鹿郡館合村の一部を編入。
  - 館合村の残部は大雄村に編入。
- 1957年（昭和32年）4月1日 - 平鹿郡十文字町大字谷地新田の一部を境界変更。
- 1958年（昭和33年）1月24日 - 町章を制定。
- 1967年（昭和42年） - 町の木を指定。
- 1985年（昭和60年）10月1日 - 町民憲章を制定。
- 1987年（昭和62年）3月13日、「非核平和の町」宣言。
- 1990年（平成2年）10月1日 - 町の花・町の鳥を指定。
- 2005年（平成17年）10月1日 - 横手市・増田町・平鹿町・雄物川町・大森町・山内村・大雄村と合併し、横手市を新設。同日に雄物川町を廃止。
- 2020年（令和2年）11月2日 - 新築移転した横手市役所雄物川地域局が開所[4]。

## 交通

### 鉄道
町内に駅はない。最寄り駅は横手地域にあるJR東日本奥羽本線・北上線の横手駅。

#### かつて存在した鉄道路線
羽後交通
- 横荘線（1971年7月20日廃止）
  - 羽後里見駅 - 沼館駅 - 船沼駅 - 舘合駅 - （大森町） - 二井山駅

### 道路
一般国道
- 国道107号

主要地方道
- 秋田県道13号湯沢雄物川大曲線
- 秋田県道36号大曲大森羽後線
- 秋田県道48号横手東由利線

一般県道
- 秋田県道164号二井山大森線

## 教育

### 高等学校
- 秋田県立雄物川高等学校

### 中学校
町内に中学校は無い。かつては雄物川中学校が存在したが、2012年4月に横手市立横手明峰中学校（横手市大雄）に統合された。

### 小学校
- 横手市立雄物川小学校

## 施設
各大字の記事の「施設」の節を参照。

## 観光

### 名所・旧跡
- 沼柵跡
- ヴィクトル・スタルヒンの墓（崇念寺）
- 雄物川郷土資料館
- 雄物川温泉
- 石川邸宅

- 雄勝山蔵光院（沼柵跡）
- ヴィクトル・スタルヒンの墓
- 雄物川郷土資料館

## 著名出身者
- 宇佐美大輔（バレーボール選手）
- 大日向明子 (演歌歌手)
- 佐々木康（映画監督）
- 塩田雄次 (銀行家)
- 柴田正敏（第73代全国都道府県議会議長会会長、第68代秋田県議会議長、秋田県議会議員、元雄物川町議会議員）
- 日本海忠蔵（大相撲力士）
- 長谷川誠（バスケットボール選手）
- 半田圭史（バスケットボール選手）
- 平鹿川泰二（1950年代に活躍した、大相撲力士）
- 福岡易之助 (白水社創業)
- 若瀬川栄蔵（大相撲力士）